# Project Regeneration Vol.1
Project Regeneration Vol.1 (с англ. — «Проект Перерождение Часть 1») — седьмой студийный альбом американской метал-группы Static-X, выпущенный 10 июля 2020 года. Это первый альбом за одиннадцать лет после Cult of Static (2009), отмечающий самый большой разрыв между двумя студийными альбомами в карьере группы и последние записи вокалиста Уэйна Статика, который умер в 2014 году, а также возвращает оригинальный состав Static-X — басиста Тони Кампоса, гитариста Коити Фукуда и барабанщика Кена Джея — и его продюсера Ульрих Уайлд, который продюсировал альбомы группы в прошлом. В данном альбоме, предположительно, участвует фронтмен индастриал-метал группы Dope Эдсел Доуп, под псевдонимом Xer0.

## Предыстория и создание
23 октября Басист Тони Кампос, Гитарист Коити Фукуда и Ударник Кен Джей объявили что они собираются поехать в тур на 20-ю годовщину альбома Wisconsin Death Trip и выпустят Project Regeneration, с композициям и вокальными партиями, записанными до смерти Уэйна Статика в 2014 году.
Изначально группа намеревалась привлечь приглашенных музыкантов для участия в записи. Группа объявила в июне 2019: «Мы неожиданно обнаружили ещё больше неизданных треков, оставленных Уэйном … у многих из них были отдельные вокальные партии!» Следовательно, группе потребуется больше времени, чтобы завершить запись, на которой теперь будет меньше приглашенных вокалистов и более целостные композиции с вокалом Уэйна Статика за исключением Ministry Эла Йоргенсена.
На задержку нового альбома повлиял бывший гитарист Трипп Эйзен, который утверждал что тоже работал над материалом альбома вместе с Уэйном Статиком. Эйзен действительно внес вклад в написание 6 или 7 песен. Ещё одной причиной задержки альбома стала коронавирусная пандемия COVID-19.

## Продвижение
Наряду с анонсом группа поделилась трейлером к альбому с видео-нарезкой из нескольких музыкальных клипов и фрагментами на пять ранее не выпущенных песен. Группа сделала несколько комплектов альбома для предварительного заказа, при этом фанаты, которые будут заказывать альбом, должны указывать свое имя в заметках лайнера. 7 февраля выпустили новый сингл "Hollow'', который должен быть первоначально для Start a War, но так не выпустили, потому что оно отличалось по звучанию. И продлили этот альбом на две части, в котором будут ещё больше неизданных песен с голосом Уэйна Статика. 15 мая выпустили новый сингл «All These Years» вместе с видеоклипом.

## Отзывы
Альбом был встречен с одобрением критиков, а рецензенты назвали его "трудом любви «и „блестящей смесью“ быстрого индустриализма, который сделал Wisconsin Death Trip таким потрясающим, и более альт-метальных стилизацией Shadow Zone и Start A War». Рецензенты также отметили присутствие покойного Уэйна Статика на записи, написав, что «Несмотря на распад и смерть самого основателя Static-X по-прежнему является проектом Уэйна Статика до конца», и «хотя значительная часть музыки была переписана или сильно переработана оставшимися в живых участниками группы, чистый талант Уэйна все ещё ясно просвечивает».

## Трек-лист
| №                   | Название                                     | Длительность |
| ------------------- | -------------------------------------------- | ------------ |
| 1.                  | «Regeneration»                               | 1:00         |
| 2.                  | «Hollow (Project Regeneration)»              | 2:42         |
| 3.                  | «Worth Dyin For»                             | 3:26         |
| 4.                  | «Terminator Oscillator»                      | 3:13         |
| 5.                  | «All These Years»                            | 3:57         |
| 6.                  | «Accelerate»                                 | 2:48         |
| 7.                  | «Bring You Down (Project Regeneration)»      | 3:35         |
| 8.                  | «My Destruction»                             | 3:29         |
| 9.                  | «Something of My Own (Project Regeneration)» | 2:52         |
| 10.                 | «Otsego Placebo»                             | 4:20         |
| 11.                 | «Follow»                                     | 3:08         |
| 12.                 | «Dead Souls» (feat. Al Jourgensen)           | 4:44         |
| Общая длительность: | Общая длительность:                          | 39:14        |

## Участники записи
Static-X
- Уэйн Статик — Вокал, ритм-гитара (посмертно) ;
- Тони Кампос — Бас-гитара, бэк-вокал, Вокал в «Terminator Oscillator» и «Otsego Placebo» ;
- Коити Фукуда — Соло-гитара, клавишные, музыкальное программирование;
- Кен Джей — Ударные;
- Xer0 — Вокал, ритм-гитара, музыкальное программирование, продюсирование

Дополнительные музыканты
- Ульрих Уайлд — Производство, запись и сведение;
- Трипп Эйзен[3] — Аранжировка, ритм-гитара, соло-гитара, сэмплирование;
- Эл Йоргенсен — дополнительный вокал в «Dead Souls»[4];
- Никк Диббс — дополнительное программирование (5, 6, 11, 12);
- Томми Шаффнер — дополнительное программирование (1, 10);